# Вытновы
Вытновы — род русских купцов и промышленников, томская купеческая династия.
Основателем считается Никифор Леонтьевич Вытнов, выходец из города Вязники Владимирской губернии. Прибыл в Томск в конце 1830-х годов, записался в III купеческую гильдию. Занимался торговлей, в семейном деле участвовали сыновья Н. Л. Вытнова — Иван, Василий, Алексей. В 1840 году Вытновыми был приобретён кирпичный завод.
В Томске у Вытновых был собственный дом, угол Миллионной улицы (ныне — проспект Ленина, д. 141) и Хомяковского переулка (ныне — 1905 года).

### Известные представители
Вытнов, Василий Никифорович (1818?—1904). Отделился от отца в конце 1850-х годов, в 1860-х годах — купец II гильдии, открыл оптовый склад вина и спирта, затем — собственный спиртовой завод. С 1869 года владелец винокуренного завода в деревне Зоркальцево, в 1894 году завод достиг годовой производительности 180 000 вёдер спирта. В 1897 году Вытнов учредил Торговый дом «В. Вытнов с сыном Петром» с объявленным капиталом 120 000 рублей. Имел международные и российские награды: медаль Казанской научно-промышленной выставки (1890), медаль промышленной выставки в Париже (1893), был избран членом-корреспондентом Академии изящных искусств, наук, литературы и промышленности Христофора Колумба в Марселе. Состоял в купеческом сословии рекордно продолжительный для Томска срок — 51 год.
Вытнов, Пётр Васильевич (1847—1902). Продолжал дело отца, занимался меценатством, выполнил капитальный ремонт Духовской церкви в Томске (снесена в 1950-х годах), был попечителем Томской мужской гимназии. Вторым браком был женат на Вере Александровне Гороховой (1857 — 21.05.1928, Томск), родной сестре купца 1-й гильдии В. А. Горохова. Зятем Петра Васильевича был Николай Васильевич Вершинин (1867—1951), крупный российский и советский учёный-фармаколог, академик АМН СССР. Женой Н. В. Вершинина была Мария Петровна Вытнова (23.11.1873 — 15.10.1956, г. Томск), окончившая томскую Мариинскую женскую гимназию с серебряной медалью.
Вытнов, Сергей Петрович (1877 — 03.03.1915, Томск), член торгового дома «В. Вытнов с сыном Петром».
Вытнов, Василий Петрович (12.06.1878—21.05.1928). Один из организаторов Сибирских высших женских курсов. После установления советской власти подвергался аресту, в последнее время работал инженером в Свердловске.
Вытнов Петр Петрович (1888 — 21.09.1922, Мариинск). Участвовал в семейном торговом деле, в 1917 г. был в числе учредителей «Акционерного общества первых свеклосахарных заводов в Сибири». В марте 1917 одним из первых в Томске перевел рабочих семейной конфетно-шоколадной фабрики на 8-часовой рабочий день.
Вытнова (Левашова) Ольга Петровна (1881, Томск — 1951, Свердловск). Жена профессора Императорского Томского университета Ивана Михайловича Левашева Архивная копия от 18 января 2021 на Wayback Machine (1864. Воронеж — 1931, Томск).
Вытнова (Еланцева) Анна Петровна (03.02.1883, Томск — 10.06.1974, Кемерово). Жена доцента Томского индустриального института Виктора Павловича Еланцева Архивная копия от 12 мая 2021 на Wayback Machine. Обучалась в 1903—1905 гг. в музыкально-драматическом училище Московского филармонического общества и покинула Москву в дни декабрьского вооруженного восстания.
Вытнова (Калишева) Валентина Петровна (Не ранее 1884, Томск — после 1976, Барнаул). Жена профессора, заведующего кафедрой аналитической химии Томского технологического (индустриального) института Андрея Петровича Калишева Архивная копия от 16 апреля 2021 на Wayback Machine (1876—1938).